# لورا کوفمن
لورا کوفمن (انگلیسی: Laura Koffman؛ زاده ۲۹ اکتبر ۱۹۶۴) یک بازیگر است.